# Rhizomastix
Rhizomastigida, Rhizomastixidae
Ordre
Famille
Genre
Rhizomastix est un genre de protistes de la Classe des Archamoebea, le seul de la famille des Rhizomastixidae et de l'ordre des Rhizomastigida.

## Étymologie
Le nom de genre Rhizomastix vient du grec ancien ρίζα / rhiza) « racine », et μάστιξ / mástix  / mástix « fouet », « fléau », en référence au « flagelle unique… à peu près trois fois plus long que le corps » dont est doté cet organisme. L’auteur a donné à ce flagelle le nom de « rhizostyle ».

## Description
En 1911, Aléxéieff (d) décrit ainsi l'espèce Rhizomastix gracilis « Ce flagellé est de forme généralement allongée, mais il peut prendre une forme globuleuse. Le métabolisme se manifeste surtout à son extrémité postérieure. Le flagelle unique est à peu près trois fois plus long que le corps ; à sa pénétration dans le cytoplasme, on voit un grain basal peu développé ; ensuite le flagelle se prolonge par une baguette assez longue qui atteint presque la longueur du corps et qui diminue brusquement de calibre en passant au voisinage du noyau comme si une partie de la baguette s’arrêtait à la membrane nucléaire. En fait il semble que la baquette devienne plus mince car elle n’est plus revêtue d'un manchon qui n'existe que dans la première partie de son trajet. ». Aléxéieff a proposé d’appeler ce flagelle « rhizostyle ».
Le noyau très gros possède un caryosome (ou nucléole) assez important à position le plus souvent centrale ; la chromatine périphérique se présente sous forme de grains qui sont reliés au caryosome par des tractus de linine.
Le protoplasme montre une structure alvéolaire très nette, caractéristique des Cercomonas (Cercozoaire).
Les kystes, de forme ovoïde, laissent voir nettement la persistance du rhizostyle. La petite extrémité du kyste est légèrement étirée et l'ensemble rappelle une forme en bouteille à goulot très court.

## Habitat et répartition
L'espèce Rhizomastix gracilis a été découverte comme parasite de l’intestin de l’Axolotl (Ambystoma mexicanum), une espèce de salamandres néoténiques.
Les espèces du genre Rhizomastix ont rarement été observées.

## Liste des espèces
Selon The Taxonomicon (14 février 2025) :
- Rhizomastix gracilis Aléxéieff, 1911

Selon GBIF (14 février 2025) :
- Rhizomastix bicoronata Zadrobílková, Walker & Čepička, 2016
- Rhizomastix biflagellata Cepicka, 2011
- Rhizomastix elongata Zadrobílková, Walker & Čepička, 2016
- Rhizomastix libera Ptáčková, Falteisek, Kostygov, Chistyakova, Falteisek, Frolov, Patterson, Walker & Cepicka, 2013
- Rhizomastix tipulae Zadrobílková, Walker & Čepička, 2016
- Rhizomastix vacuolata Zadrobílková, Walker & Čepička, 2016
- Rhizomastix varia Zadrobílková, Walker & Čepička, 2016

## Systématique
Le nom valide complet (avec auteur) de ce taxon est Rhizomastix Aléxéieff (d), 1911.
Alors que pour l’IRMNG le genre Rhizomastix est le seul de la famille Rhizomastixidae et de l'ordre des Rhizomastigida, pour le WoRMS il n'est que l'un des deux genres mais dans une autre famille (les Rhizomastigidae considérée comme invalide par IRMNG) mais qui est également rattachée à l'ordre des Rhizomastigida.

## Publication originale
- A. Alexeieff, « Notes sur les flagellés. I. Quelques flagellés intestinaux nouveaux ou peu connus. II. Quelques flagellés communs dans les infusions. », Archives de zoologie expérimentale et générale, 5e série, vol. 6, no 14,‎ 1911, p. 491–529 (ISSN 0003-9667, lire en ligne, consulté le 14 février 2025).